# Treuen
Treuen város Németországban, azon belül Szászország tartományban. Lakosainak száma 7679 fő (2023. december 31.). Treuen Lengenfeld és Rodewisch községekkel határos.

## Városrészei
- Altmannsgrün
- Buch
- Eich
- Gospersgrün
- Hartmannsgrün
- Mahnbrück
- Perlas
- Pfaffengrün
- Schreiersgrün
- Veitenhäuser
- Wetzelsgrün

## Híres emberek
- Roland Abramczyk (1880–1938) író

## Népesség
A település népességének változása:
| Lakosok száma | 7916 | 7894 | 7730 | 7704 | 7679 |
|               | 2017 | 2019 | 2021 | 2022 | 2023 |